# Château Balsan
Il castello Balsan, o Lou Seuil, è una villa situata a Èze, nel dipartimento delle Alpi Marittime.

## Storia
La villa è stata costruita nel 1920 dall'architetto parigino Achille Duchêne (1866—1947) per conto del colonnello Jacques Balsan e di sua moglie Consuelo Vanderbilt, divorziata da Charles Spencer-Churchill, IX duca di Marlborough.
La proprietà passa successivamente alla famiglia Zellinger de Balkany. Maria Gabriella di Savoia vi ha risieduto fino al 1990.
Un incendio nel 1985, ha distrutto il parco e una parte importante delle decorazioni interne.

## Descrizione

### Château Balsan
Il castello è costruito con un piano regolare intorno ad un cortile con giardino.
L'ala nord dispone di una torre.

### Parco[5]
Il parco di 70 ettari si divide tra i giardini regolari creati da Achille Duchêne, un parco con dépendance e manufatti il cui autore è l'architetto Roger Seassal e un giardino ornamentale.

### Fontana[6]
La fontana fu progettata dall'architetto Émile Thillet nel 1921.

### Casa di villeggiaturaLe Casino[7]
Le casino è una guest house costruita nel 1925 dall'architetto Achille Duchêne.

### Dépendance[8]
Le dépendance sono composte dalla conciergerie detta La Torre (1921), dalla rimessa agricola (1922), dal garage (1924), dalla casa del giardiniere detta Il frantoio (1924) e dalla Casa del Sindaco, tutti realizzati dall'architetto Roger Seassal.

### Tomba[9]
La tomba, monumento a cielo aperto di otto archi a tutto sesto che cade su pilastri alternati a colonne, è stata costruita nel 1925 su richiesta di Jacques Balsan.